# Кукуя (река)
Кукуя — река в России, протекает по Шебалинскому району Республики Алтай. Устье реки находится в 17 км от устья Черги по левому берегу. Длина реки составляет 18 км.
На реке стоит село Кукуя.

## Данные водного реестра
По данным государственного водного реестра России, относится к Верхнеобскому бассейновому округу, водохозяйственный участок реки — Катунь, речной подбассейн реки — Бия и Катунь. Речной бассейн реки — Верхняя Обь до впадения Иртыша.